# 雨のち晴レルヤ/守ってあげたい
「雨のち晴レルヤ/守ってあげたい」（あめのちはレルヤ/まもってあげたい）は、ゆずの通算39枚目のシングル。2013年11月13日にセーニャ・アンド・カンパニーから発売。

## 概要
前作「友 〜旅立ちの時〜」以来、2か月振りに発売される2013年3作目のシングル。初回仕様はスリーブジャケット仕様。
「桜会/マイライフ」以来3年9か月振りの両A面シングルとなる。両A面とも北川悠仁作詞・作曲なのはゆず史上初めてである。ただし、両A面とも岩沢厚治作詞・作曲のシングルは2003年発売の「3番線/水平線」や「歩行者優先/濃」がある。
11月1日に両曲のMVがYouTubeで配信された。
「雨のち晴レルヤ」はNHK連続テレビ小説『ごちそうさん』の主題歌であり、NHKへのタイアップは2作連続。NHKのドラマでは『ゴーストフレンズ』の主題歌となった「逢いたい」以来である。2013年9月29日のYUZU ARENA TOUR 2013 GO LANDのファイナルのマリンメッセ福岡公演2日目に「ゆず5大ニュース」の2つ目として発売に先駆けて9月30日にiTunes Store、レコチョクで先行配信されることが発表された。
「守ってあげたい」は映画『すべては君に逢えたから』の主題歌であり、同タイトルでJUJUに提供した楽曲が挿入歌となっている。また『スッキリ!!』の11月のテーマ曲にも起用。発売から約1年後には日本生命のCMソングにもなっている。発売に先駆けて11月1日にiTunes Store、レコチョクで先行配信された。
両曲ともCDジャケットとは別に配信限定のアートワークが存在する。

## チャート成績
初動売上はわずかに3万枚に届かなかったが、「REASON」以来2作ぶりとなるトップ3入りを果たした。
その後、『ごちそうさん』の好視聴率とともにCD、配信（雨のち晴レルヤ）ともにロングヒットを記録。オリコンシングルランキングではトップ30に7週、トップ50に11週、トップ100に19週ランクインした。11月発売であるため年跨ぎのヒットとなり、発売翌年の2014年のオリコン年間シングルランキングでは同年発売の「ヒカレ」を上回っている。また、レコチョクの年間ランキングでも同年発売の自身の楽曲すべてを上回っている。
第64回NHK紅白歌合戦で「雨のち晴レルヤ」を歌唱した翌日（2014年1月1日）には、レコチョクシングルデイリーランキングでは3位に急上昇し、2013年の紅白で歌唱された楽曲中では、最高を記録したほか、iTunes、オリコンデイリーチャートでも上昇を記録した。
登場回数は「栄光の架橋」「虹」「夏色」「またあえる日まで」に次いで自身5番目となる24回を記録した。

## 収録曲
1. 雨のち晴レルヤ (4:35)
  - 作詞：北川悠仁 / 作曲：北川悠仁・佐藤和哉 / Produced by ゆず & CHRYSANTHEMUM BRIDGE / 編曲：CHRYSANTHEMUM BRIDGE & ゆず
  - 同じ3拍子である佐藤和哉の「さくら色のワルツ」が原曲になっている。後半の間奏では4拍子になり、ドヴォルザーク作曲の交響曲第9番「新世界より」の第2楽章（遠き山に日は落ちて）が引用されている。
  - テレビ等で披露される際には北川は鍵盤ハーモニカを担当。
  - シングル版とMV版ではアウトロが異なり、MV版ではゆずがかもめ児童合唱団と一緒に合唱している。かもめ児童合唱団ジャケットにも登場している[10]。そのMV版はアルバム『新世界』に収録される案もあったが、結局シングル版が収録された。（ツアーパンフレットより）なお、そこにエンドロールも加えたMVが『録歌選 新世界』に収録されている。
  - MVの監督は蜷川実花。蜷川はジャケット写真の撮影も手がけた。
2. 守ってあげたい (6:18)
  - 作詞・作曲：北川悠仁 / Produced by ゆず / 編曲：soundbreakers & ゆず
  - もともとはアルバム『LAND』に収録するつもりで作っていたが出来がよすぎたので他の形で発表することにし、今回のシングルに収録となった。その代わりにアルバムには「ゼラニウム」が収録された。
  - MVの監督はタナダユキ。二階堂ふみがバレリーナ役で出演している。配信版のアートワークにも二階堂が登場している。
  - 2013年11月29日の『ミュージックステーション』（テレビ朝日系）では「ゆず×JUJU」としてJUJUバージョン（一部の歌詞はゆずバージョン）を3人で披露した。
  - ゆずのシングル曲で6分を超えるのは初めてである。
3. 飛行機雲 (3:32)
  - 作詞・作曲：岩沢厚治 / Produced by ゆず / 編曲：CHRYSANTHEMUM BRIDGE & ゆず
  - 2008年 - 2009年ぐらいにはあった曲。（オフィシャルインタビューより）